# ITVロンドン
ITVロンドン（ITV London）は、「ITVブロードキャスティング・リミテッド（ITV Broadcasting Limited）」が、イギリス・ロンドンのITV地域のカールトン・テレビジョン（平日、以下「カールトン」）とロンドン・ウィークエンド・テレビジョン（週末、以下「LWT」）の2つの旗艦放送フランチャイズに使用するオンエアブランド名である。地上デジタル放送の信号は、サウスロンドンのクリスタルパレス送信所から送信される。

## 歴史
ネットワーク全体のブランド変更の一環として、ITV1ロンドン（ITV1 London）は2002年10月28日に設立され、カールトンフランチャイズとLWTフランチャイズの両方の視聴者に平日・週末にそれぞれ提供される統合オンエアサービスとして提供された。両方のフランチャイジーが使用していた独自のブランドを統一されたサービスに置き換え、1週間中同じサービスとニュースを提供した。法的に、両方のフランチャイズは別々のままだったが、それらは同じ運営委員会によって同じ施設から運営されている。現在、両方のライセンスはITVブロードキャスティング・リミテッド（ITV Broadcasting Limited）が保有しているが、元の2つの会社は、カールトン・テレビジョン・リミテッド（Carlton Television Ltd）とロンドン・ウィークエンド・テレビジョン・リミテッド（London Weekend Television Ltd）として合法的に存在している。これらの各企業は、ITV plcが所有する他のほとんどの地域企業と共に、www.companieshouse.gov.ukに「休眠会社」としてリストされている。
ITVロンドンは、他のフランチャイズにネットワークフィードを提供し、スカイUK、Freesat、ヴァージン・メディアの顧客に代わる唯一のITV地域であるという点でもユニークである。このサービスは、それぞれチャンネル973、チャンネル977、チャンネル853で利用可能であり、これらのサービスのロンドンバリアントでのみ放送される音声ガイドサービスを全ての視聴者がすぐに利用できるようにする。他地域のバリエーションは手動で検索することで利用できるが、ロンドンは排他的なEPG枠が与えられる唯一の地域である。

## スタジオ

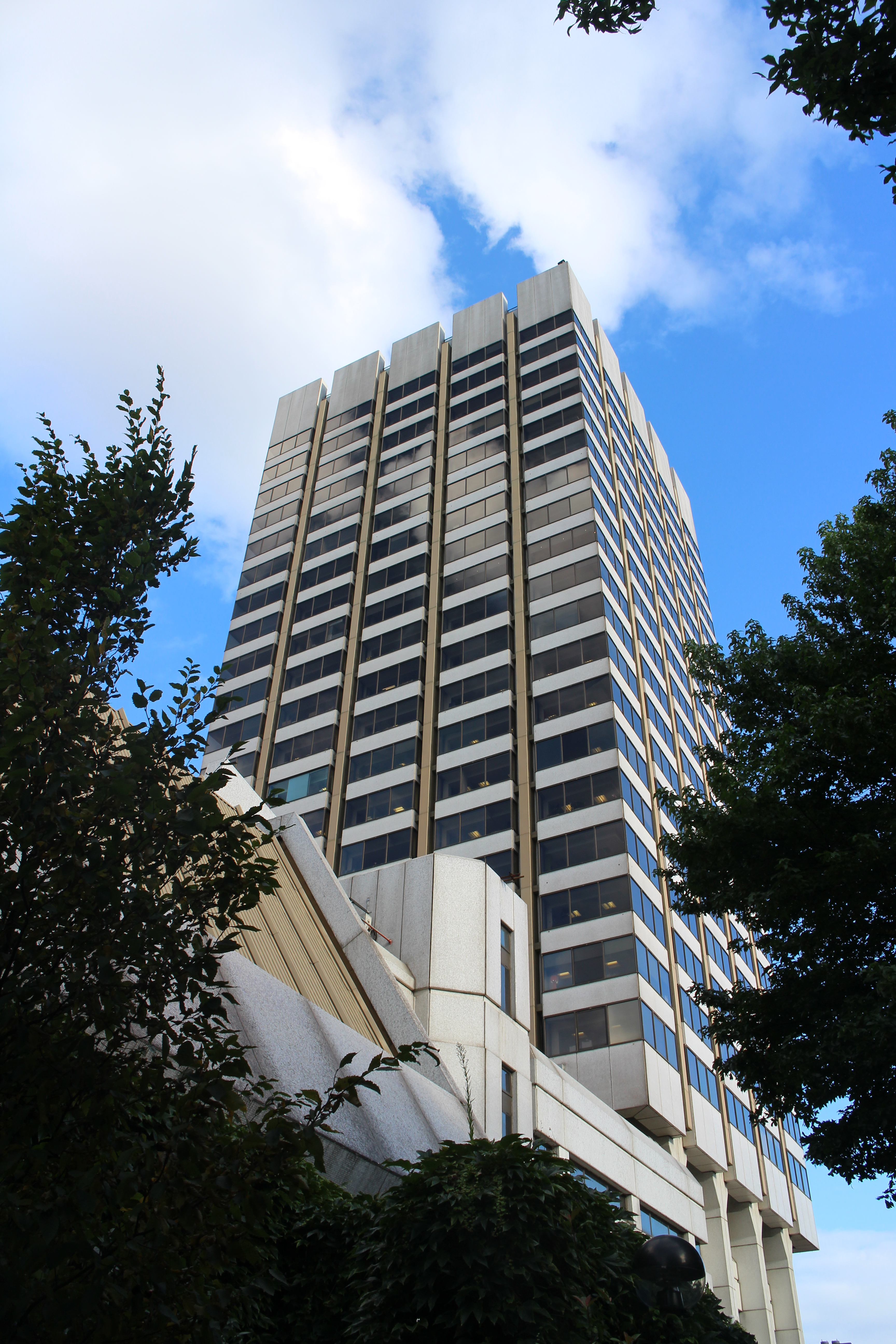
ザ・ロンドン・スタジオ
（旧ロンドン・ウィークエンド・テレビジョンが所有。2018年に閉鎖し、翌年に三菱地所に売却）

ITVロンドンは、ロンドン・ウィークエンドフランチャイズのLWTのかつての本拠地であるテムズ川の南岸にあるザ・ロンドン・スタジオを拠点としている。両社が同センターに存在するために選ばれ、カールトンは、1993年以来、GMTVと並んで施設内のスペースをリースしている。契約したニュースサービスであるロンドン・ニュース・ネットワーク（以下「LNN」）も、同センターを拠点とし、制作・放送した。

## アイデンティティ
サービスの画面上のアイデンティティは、その存在を通じて一般的であり、2003年のネットワーク再ブランドの開始後の1つのジャンクションを除いて、ITVロンドンとして識別するために画面上のブランドを使用していない。開局以来、この地域は、ロンドンとして識別される地域の違いなしに、国内の他の地域で見られる明白な一般的なアイデンティティを見てきており、この時点で他の地域は、ITV1ロゴの下に地域名が付いた地域IDを受け取った。ロンドンで行われているサービスへの言及は、ナレーションのみで、または『ロンドン・トゥナイト』などの番組タイトルを通じて行われる。
ただし、各企業が引き続き地域向けの番組を制作しているため、地域番組のエンドカードには、ある程度のアイデンティティが残っている。カールトンは、2002年以前に使用されていたスターIDの赤とオレンジのバージョンを使用し、「A Carlton Production」というキャプションを付け、地域番組用に「For London」を追加した一方、LWTは、背景にロゴを追加した一般的な紫色のキャプションを使用した。LWTのロゴも上部の紫色のボックスにはっきりと配置され、下部に「LWT Production」というキャプションがあり、下部にグラナダplcのロゴがある。これらのエンドカードは、2004年2月2日にITV plcが設立され、両方の地域のキャプションが、青い四角い背景に対して一般的なITVロンドンのロゴと「An ITV Production」キャプションに置き換えられるまで続いた。これは2006年に、新しいITV1ロゴに「a production for」という言葉が上に付いた青いキャプションに置き換えられた。2013年には、ITN・ITV plcの他の全国・ローカルのニュース番組に合わせて、「©（年） ITN」という単語が付いた白いITVニュースのキャプションに置き換えられた。
現在、画面に表示されている2つの元の地域の唯一の違いは、金曜日夜から日曜日に放送される地域の天気予報が「ロンドン・ウィークエンド・ウェザー（London Weekend Weather）」としてブランド化され、平日版とは別の会社がスポンサーになっていることである。
2013年1月14日、当局のオンエアIDは、ITV plcが所有する他の全てのフランチャイズと共にITVに変更された。

## 制作
ITVロンドン自体は、全番組の制作が外部企業、カールトン、LWT、またはLNNによって行われているため、自社の番組を制作していない。同地域のニュースとスポーツは、ITNが『ロンドン・トゥナイト』の制作を引き継いだ2004年3月1日まで、LNNによって提供され続け、その結果、番組はザ・ロンドン・スタジオからグレイズ・イン・ロードにあるITN本社に移された。他の地域番組は、2つの合法フランチャイズであるカールトンとLWTによって同地域向けに制作が続けられ、ITV plcの合併に続いて両社の「ITVロンドン」キャプションに置き換えられた2004年まで、両社は制作の最後に認定された。